# Amietia fuscigula
Amietia fuscigula es una especie  de anfibios de la familia Ranidae.

## Distribución geográfica
Se encuentra en Lesoto, Suazilandia, Sudáfrica y sur de Namibia.

## Estado de conservación
Se encuentra amenazada de extinción por la pérdida de su hábitat natural.